# Attestato di frequenza
L'attestato di frequenza, in Italia, è una dichiarazione di conoscenza effettuata da un soggetto privato o pubblico che eroga formazione non formale; è rilasciata in forma scritta, in carta libera,  su richiesta di una persona che ha frequentato un percorso formativo. Costituisce una scrittura privata in cui l'autore attesta le ore di presenza del partecipante e le caratteristiche del percorso, ma non riporta valutazioni sugli apprendimenti da questi acquisiti attraverso specifiche prove, a differenza del certificato di competenza. L'attestato di frequenza non ha valore legale e può essere utilizzato dalla persona, ad esempio, nella costruzione del proprio curricolum.

## Descrizione
Trattandosi di una scrittura fra privati, può avere contenuti liberamente decisi da chi lo redige. Non costituisce titolo valido ai fini di concorsi pubblici o per il punteggio universitario. L'autore del documento è il soggetto che ha gestito l'iniziativa a cui il documento si riferisce, e può essere un ente di formazione o un'impresa.
Se l'attestato di frequenza è redatto in forma digitale, in Italia, la sottoscrizione deve avvenire secondo le disposizioni del codice dell'amministrazione digitale, pena l'invalidità dell'attestato. L'eventuale presenza, all'interno del documento digitale, dell'immagine della scansione della firma autografa, rappresenta solo un elemento estetico privo di valore legale. Se si verifica la necessità di stampare il documento digitale, la copia analogica del documento informatico continua ad avere valore salvo la necessità di conservarne l'originale.
L'attestato di frequenza rilasciato sotto forma di documento informatico, se privo di firma digitale, espone il documento al rischio di alterazioni e falsificazioni. A tal proposito molti enti di formazione hanno implementato soluzioni online che consentono di inserire una o più informazioni univoche (cognome partecipante, n° di protocollo o numero di attestato, ...) al fine di verificare l'autenticità dell'attestato.
I soggetti accreditati che erogano percorsi in ambito formale (ad esempio scuole e università) rilasciano certificati di frequenza. A seguito dell'entrata in vigore della legge n. 183 del 12 novembre 2011, dal 1º gennaio 2012 i certificati di frequenza rilasciati dalle Pubbliche Amministrazioni sono utilizzabili dal cittadino solo nel rapporto con privati e devono riportare in calce la dicitura “Il presente certificato non può essere prodotto agli organi della Pubblica Amministrazione o ai privati gestori di pubblici servizi”.

## Casi particolari

### Attestato di formazione sulla sicurezza sul lavoro
L'attestato dei corsi sulla sicurezza per lavoratori, preposti e dirigenti è un attestato di frequenza con verifica dei contenuti. Il suo rilascio è subordinato ad una frequenza minima del 90% delle ore previste ed al superamento della prova di verifica finale. Il percorso formativo si compone di due moduli: formazione generale e specifica. Il modulo generale, per lavoratori e preposti, costituisce formazione permanente mentre per la formazione specifica il credito formativo è da valutare di volta in volta a seconda dei settori ATECO delle imprese di
provenienza e di arrivo. Se l'attestato viene consegnato al datore di lavoro, che lo conserva quale prova dell'ottemperanza all'obbligo, il lavoratore ha comunque il diritto di ottenere l'attestato a lui intestato. Il documento prevede la presenza di un numero minimo di elementi come indicato dall'accordo Stato-Regioni del 21 dicembre 2011.
- Indicazione del soggetto organizzatore del corso;
- Normativa di riferimento;
- Dati anagrafici e profilo professionale del corsista;
- Specifica della tipologia di corso seguito con indicazione del settore di riferimento e relativo monte ore frequentato (l'indicazione del settore di appartenenza è indispensabile ai fini del riconoscimento dei crediti);
- Periodo di svolgimento del corso;
- Firma del soggetto organizzatore del corso

### Attestato per RSPP
L'attestato per Responsabile del servizio di prevenzione e protezione è un attestato di frequenza con verifica dei contenuti che prevede un numero minimo di informazioni obbligatorie come previsto dal nuovo accordo Stato-Regioni del 7 luglio 2016.
- denominazione del soggetto formatore;
- dati anagrafici del partecipante al corso;
- specifica della tipologia di corso seguito con indicazione del corso frequentato e indicazione della durata;
- periodo di svolgimento del corso;
- firma del soggetto formatore.

### Attestato Addetto alla prevenzione incendi, lotta antincendio e gestione dell’emergenza
L’attestato di Addetto alla prevenzione incendi è un attestato di frequenza rilasciato ai lavoratori incaricati dell'attuazione delle misure di prevenzione incendi, lotta antincendio e gestione delle emergenze, al termine dei corsi di formazione previsti dall'Art. 7 del Decreto Ministeriale del 10 marzo 1998. A seconda della tipologia di attività dell’azienda, l’attestato riporta il relativo grado di rischio: elevato, medio o basso. L’attestato di frequenza al corso di formazione, per i tre gradi di rischio, è rilasciato da una struttura del Corpo nazionale dei Vigili del Fuoco, da enti pubblici e privati nonché dagli ingegneri, abilitati ai sensi della legge n. 818/1984.
Se la formazione viene erogata dal Corpo nazionale dei vigili del fuoco l’attestato di frequenza è soggetto ad imposta di bollo all’origine.
Gli addetti prevenzione incendi dipendenti di aziende a rischio elevato (e rischio medio ove previsto dal certificato di prevenzione incendi) devono conseguire, esclusivamente presso il Corpo Nazionale dei Vigili del Fuoco, l'attestato di idoneità tecnica. Se i corsi di formazione sono stati erogati presso soggetto diverso, l’attestato di frequenza rientra nella documentazione da presentare ai Vigili del Fuoco per la richiesta di esame di abilitazione tecnica.

### Attestato di abilitazione alla conduzione di attrezzature da lavoro
L’attestato di abilitazione alla conduzione di attrezzature da lavoro è un attestato di frequenza con verifica dei contenuti e superamento di prova pratica rilasciato al termine dei corsi di formazione previsti dall'art. 73, comma 5, d.lgs. 81/2008 e accordo Stato Regioni del 22/02/2012.
È ammesso alla verifica finale chi ha frequentato almeno il 90% del monte ore complessivo.
Sono soggetti formatori del corso di formazione e del corso di aggiornamento:
- le Regioni e le Province autonome;
- il Ministero del lavoro e delle politiche sociali;
- l’INAIL;
- le associazioni sindacali dei datori di lavoro e dei lavoratori nel settore di impiego delle attrezzature;
- gli ordini o collegi professionali cui afferiscono i soggetti di cui al comma 1 dell’articolo 98 del D.Lgs. n.81/2008, nonché le associazioni di professionisti senza scopo di lucro, riconosciute dai rispettivi ordini o collegi professionali di cui sopra;
- le aziende produttrici/distributrici/noleggiatrici/utilizzatrici (queste ultime limitatamente ai loro lavoratori) di attrezzature;
- i soggetti formatori con esperienza documentata, almeno triennale, nella formazione per le specifiche attrezzature accreditati in conformità al modello di accreditamento definito in ogni Regione e Provincia autonoma[27];
- i soggetti formatori, con esperienza documentata di almeno sei anni nella formazione in materia di salute e sicurezza sul lavoro, accreditati in conformità al modello di accreditamento definito in ogni Regione e Provincia autonoma[27];
- gli enti bilaterali,[28];
- le scuole edili costituite nell’ambito degli organismi paritetici di cui al punto precedente.

Le attrezzature di lavoro per le quali è richiesta una abilitazione degli operatori sono suddivise in 8 tipologie corrispondenti ai seguenti profili:
- addetto alla conduzione di piattaforme di lavoro mobili elevabili (PLE)
- addetto alla conduzione di gru per autocarro
- addetto alla conduzione di gru a torre
- addetto alla conduzione di carrelli elevatori semoventi con conducente a bordo
- addetto alla conduzione di gru mobili
- addetto alla conduzione di trattori agricoli o forestali
- addetto alla conduzione di escavatori, pale caricatrici frontali, terne e autoribaltabili a cingoli
- addetto alla conduzione di pompe per calcestruzzo

Gli attestati di abilitazione devono prevedere i seguenti elementi minimi comuni:
- denominazione del soggetto formatore;
- dati anagrafici del partecipante al corso;
- specifica della tipologia di corso seguito con indicazione dell’accordo Stato Regioni del 22/02/2012 e relativo monte ore frequentato;
- periodo di svolgimento del corso;
- firma del soggetto formatore che a tal fine può incaricare anche il docente.

Gli attestati rilasciati dagli organi dell'amministrazione dello Stato, dalle regioni, dalle province, dai comuni, loro consorzi e associazioni, dalle comunità montane e dalle unità sanitarie locali sono soggetti ad imposta di bollo all’origine.

### Attestato di frequenza del corso di guida accompagnata
L'attestato di frequenza del corso di guida accompagnata è un attestato di frequenza che prevede le seguenti informazioni obbligatorie
- denominazione del soggetto formatore;
- dati anagrafici del partecipante al corso;
- estremi della patente di guida;
- data e numero di registro di iscrizione;
- specifica del decreto del Ministeriale;
- firma del soggetto formatore;
- timbro del soggetto formatore;